# Leiognathus longispinis
Leiognathus longispinis is een straalvinnige vissensoort uit de familie van ponyvissen (Leiognathidae). De wetenschappelijke naam van de soort is voor het eerst geldig gepubliceerd in 1835 door Valenciennes.